# Loch an Ruathair
Loch an Ruathair är en sjö i Storbritannien.   Den ligger i kommunen Highland och riksdelen Skottland, i den norra delen av landet, 800 km norr om huvudstaden London. Loch an Ruathair ligger 126 meter över havet. Arean är 1,9 kvadratkilometer. Trakten runt Loch an Ruathair består i huvudsak av gräsmarker. Den sträcker sig 2,4 kilometer i nord-sydlig riktning, och 1,2 kilometer i öst-västlig riktning.